# Pandémie de Covid-19 en Mongolie
La pandémie de Covid-19 en Mongolie démarre officiellement le 10 mars 2020. À la date du 11 décembre 2024, le bilan des décès s'élève à 2 284 morts.

## Chronologie
Le premier cas de Covid-19 en Mongolie est confirmé le 10 mars 2020. Il s'agit d'un homme français de 57 ans, arrivé par avion à Oulan-Bator depuis Moscou. Fiévreux depuis le 7 mars, il lui est demandé de s'isoler à Dornogovi.
Le palier du 10ème mort est atteint le 2 avril 2021, le 100ème le 29 avril 2021 et le 1000ème le 10 septembre 2021.